# Hédi Temessy
Hédi Temessy (n. 6 mai 1925, Budapesta, Regatul Ungariei – d. 29 mai 2001, Budapesta, Ungaria) a fost o actriță maghiară. A lucrat peste 50 de ani, perioadă în care a apărut pe scenă, în filme și la televiziune. Printre rolurile sale importante se numără cel al Mártei în piesa lui Gergely Csiky, Bunica (A nagymama).

## Tinerețe
Hedvig Temesi s-a născut pe 6 mai 1925, la Budapesta. Mama ei era originară din Alsacia-Lorena, iar bunicul din partea mamei era fierar betonist, care imigrase în Franța din Graz. În copilărie, a învățat limba germană de la mama ei. După ce și-a încheiat studiile la Institutul de Stat pentru Instruirea Profesorilor, s-a înscris la Școala Națională de Actorie chiar înainte de începerea celui de-Al Doilea Război Mondial. Cu trei luni înainte de a absolvi, Temesi a refuzat să urmeze cursurile politice obligatorii, întrucât certificatul de predare a confirmat că urmat deja cu succes aceste subiecte și a vrut să urmeze mai multe cursuri practice. Școala a renunțat la ea, dar Márton Rátkai a reușit să intervină și să o accepte la o școală de regie a Asociației Actorilor, pe care a absolvit-o în 1948

## Carieră
În 1950, Temessy a devenit membru al Teatrului Tineretului și apoi a jucat la Teatrul Petőfi. Între 1950 și 1977, a lucrat la diverse teatre, inclusiv la Teatrul Jókai, Teatrul József Attila, Teatrul Național și Teatrul Thália, printre altele. Datorită cunoștințelor sale în limba germană, faptului că nu era membră a Partidului Comunist și era o mamă divorțată, singură, care își crește singură fiul, Temessy a fost adesea concediată de la locul de muncă pentru suspiciunea de a fi dușman al statului, dar calitățile ei actoricești i-au permis întotdeauna să găsească de lucru în teatru, chiar dacă nu a putut lucra o perioadă în film.
Primul ei rol de film a fost ca Mary Döry în filmul Különös házasság (Căsătorie ciudată, 1951), bazat pe un roman al lui Kálmán Mikszáth cu același nume. Trei ani au trecut până la următorul său film, Rokonok (Rude, 1954), în regia lui Félix Máriássy. De la mijlocul anilor 1960, având loc o schimbare în climatul politic al țării, ea a început să primească roluri în diverse filme și emisiuni de televiziuni, precum Sellő a pecsétgyűrűn (1966), Egri csillagok (1968 ) sau Imposztorok (Impostori, 1969). În 1977, i s-a permis în sfârșit să se alăture companiei maghiare de film, și din ce în ce mai mult în anii 1970, a lucrat cu o nouă generație de regizori cărora nu le pasă de viața sa privată.
Unele dintre cele mai cunoscute roluri de scenă sunt: Timea în Az arany ember (Omul de aur) de Mór Jókai; Márta în A nagymama (Bunica) de Gergely Csiky; Madelaine Béjart în Az álszentek összeesküvése (Conspirația Ipocriților) de Mihail Bulgakov și Clara Zachanassian în Az öreg hölgy látogatása (Vizita bătrânei doamne) de Friedrich Dürrenmatt. În 1985, ea a fost distinsă ca cea mai bună actriță de juriul criticilor maghiari de film pentru interpretarea sa din Őszi almanach (Almanah de toamnă, 1984) în regia lui Béla Tarr.

## Relații
După ce Temessy a divorțat de soțul ei, a început o relație cu Hilda Gobbi; ele au trăit împreună de la sfârșitul anilor 1950 până în anii 1960 într-o casă din Buda. Homosexualitatea nu a mai fost considerată o infracțiune după 1961, în schimb a fost clasificată ca o boală psihică. După ce Gobbi și Temessy și-au încheiat relația, Gobbi a devenit partenera scriitoarei Erzsébet Galgóczi.

## Filmografie selectată
- Különös házasság (Căsătorie ciudată, 1951)
- Régi idők focija (1973)[14]
- Man Without a Name (1976)
- A Strange Role (1976)
- Just Like Home (1978)
- Ballagás (1980)
- The Vulture (1982)
- The Revolt of Job (1983)
- Yerma (1984)
- Almanac of Fall (1984)[15]
- The Red Countess (1985)
- Miss Arizona (1987)
- Sweet Emma, Dear Böbe (1992)

## Premii
- 1941 Premiul Farkas – Ratkó
- 1949 Premiul Kossuth
- 1950 Premiul Republicii Ungaria pentru artist emerit (A Magyar Köztársaság Érdemes Művésze díj )
- 1955 Premiul Republicii Ungaria pentru artist de excepție (A Magyar Köztársaság Kiváló Művésze díj )
- 1977 Premiul SZOT
- 1982 Artist emerit[8]
- 1995  Ordinul de Merit al Republicii Ungaria (Magyar Érdemrend) [7]